# Николо Дзингарели
Николо̀ (Нико̀ла) Анто̀нио Дзингарѐли (на италиански: Niccolò (Nicola) Antonio Zingarelli) е италиански композитор от Неаполитанската школа. За своето време той е един от основните италиански творци, създател на църковна и оперна музика. Църковните му произведения са известни под общото име Annuale di Zingarelli, като най-високо оценявани са неговите меси. Поради развитието на оперната музика, в наше време не се изпълнява нито една от неговите опери, с изключение на „Жулиета и Ромео“. С цялостната си работа Дзингарели достойно завършва ерата на старонеаполитанската школа.

## Начало на кариерата
Роден е на 4 април 1752 г. в Неапол. Музикалното си образование получава в консерваторията „Санта-Мария“ в град Лорето, Анкона. Негови преподаватели са Алесандро Сперанца, по цигулка – С. Каркажюс, а по композиция – Феделе Фенароли. Негов съученик е Доменико Чимароза, по-късно станал един от най-известните оперни композитори на Италия. В младежките си години Николо печели прехраната си като цигулар. На 16-годишна възраст написва своето първо интермецо „I quattro pazzi“, което е поставено в Неапол. През 1772 г. завършва консерваторията и става органист в град Торе Анунциата, близо до Неапол. Допълва издръжката си като дълго време предава уроци по цигулка в частни домове.
На 13 август 1781 г. в театър „Сан Карло“ в Неапол е поставена първата му опера „Монтесума“ и дебютът му преминава много успешно. Най-голяма известност му носят оперите „Алсинда“, представена през 1785 г. в театър „Ла Скала“ в Милано и „Смъртта на Цезар“, поставена през 1790 г. През 1787 г. композира ораторията „La passione di Gesù Cristo“.
През 1789 г. Дзингарели е поканен в Париж, за да композира операта „Антигона“ по либрето на Жан Франсоа Мармонтел. По това време, през 1792 г. пише за „Ла Скала“ комичната опера „Il Mercato ди Monfregoso“, базирана на пиеса на Карло Голдони, която става много популярна в германските държави. През 1792 създава операта „Аталанта“, информация за която почти не е запазена. Славата на Дзингарели бързо расте във Франция и той става любимият композитор на Наполеон Бонапарт. По-късно този факт изиграва сериозна роля в живота му. Предпочитанието на Наполеон предизвиква завистта на някои композитори, между които е и Луиджи Керубини.
Френската революция го прогонва от Париж в Швейцария и от там се завръща в Милано, където през 1793 г. става капелмайстор на Катедралния събор в града.

## Лорето
В периода от 1794 до 1804 изпълнява същата длъжност в „Санта Каза“ в Лорето. Започва да отделя повече внимание на композирането на църковна музика. За тези 10 години той композира така наречените „Annuale di Loreto“, съдържащи 541 произведения, от които 28 меси. По повод църковната му музика съществува известно неразбирателство между него и бившия му учител Феделе Фенароли, който го упреква, че не се съобразява изцяло с наложените музикални канони и се опитва да прави някакви нововъведения. Всъщност Дзингарели не стига до „музикални експерименти“, които да го тласнат към нов начин на писане на този вид музика.
Успоредно с църковната музика продължава да пише опери за театрите в различни италиански градове. По това време оперите на Дзингарели се играят почти по всички италиански сцени – в Милано, Венеция, Мантуа, Торино, Флоренция, Рим, Неапол и други. Получава известност и зад граница, като в Париж също често се представят негови опери. Най-добрата от всички тях, играна по оперните сцени и до днес е „Жулиета и Ромео“. Либретото е написано от Джузепе Фопа и е поставена за първи път през 1796 г. в „Ла Скала“. През 1798 г. представя операта „Carolina e Mexicow“, посветена на епизод от руската история.

## Рим
От 1804 до 1811 е капелмайстор в събора „Св. Петър“ и хоров диригент в „Сикстинската капела“ във Ватикана. Въпреки че се отдава главно на църковна музика, през 1811 г. написва две опери за театъра в Рим. В края на престоя си, през 1811 г. написва операта серия „Балдовино“ по либрето на Джакомо Ферети. През същата година в „Театър Вале“ в Рим е поставена и операта му „Беренис, кралицата на Армения“ („Berenice, regina d'Armenia“), която постига голяма популярност. Това е и последната от неговите 39 опери, изключвайки тази, която доста по-късно написва съвместно с ученика си Майкъл Коста.
През същата 1811 г. е арестуван и закаран в затвора в Париж заради отказа му да дирижира концерт в римската катедрала „Св. Петър“ в чест на новородения син на Наполеон Бонапарт, обявен за „крал на Рим“. Освободен е от императора, който е голям негов почитател и даже му е отпусната пенсия.

## Неапол
През 1813 г. и става директор и преподавател в Неаполитанската консерватория, а от 1816 г. става и капелмайстор на Катедралния събор в Неапол, наследявайки Джовани Паизиело. Заема тези постове до края на живота си. Негови ученици са композиторите Винченцо Белини, Джузепе Саверио Меркаданте, Луиджи Роси и сър Майкъл Коста. Дори получава писмо от Росини с комплименти по повод доброто обучение, получено от ученика му Меркаданте.
Дзингарели е дълбоко вярващ католик и след 1803 г. се концентрира в писане предимно на църковна музика, в това число над 150 меси, реквиеми, Стабат матер, около 23 Те Деум, около 75 магнификата, химни, мотети, псалми и други. През 1804 г. композира кантати по стихове от Торквато Тасо и Данте Алигиери. През 1829 г. написва кантата за фестивала в Бирмингам.

## Творчество
Дзингарели е последният представител на старонеаполитанската школа, значително обвързан с музикалните традиции на 18 век. Той е необичайно плодовит композитор, който пише във всички музикални жанрове. Създава 39 опери, 50 симфонии, около 20 оратории, кантати, камерно-инструментални произведения и други. Оперите, които създава са от типа опера серия и са високо ценени от съвременниците. Това е най-престижната форма на италианската опера по това време, със сериозна тематика и дълги арии. Нейни привърженици са главно аристократите и високо стоящите обществени класи. За много от тях ползва митологични герои и теми. Пише оперите си с лекота, някои от тях успява да създаде даже за седмица.
Оперите на Дзингарели са построени по класическата неаполитанска схема за писане на опера серия и опера-буфа. Не се отличават нито със самобитност, нито с оригиналност и вероятно това е една от причините, довели до краткия им живот. За техния успех много допринасят прекрасните италиански певци от онова време Анджелика Каталани, Луиджи Маркези, Джудита Паста, Мария Малибран и други.
Много по-обемно е творчеството му, посветено на църковната музика. Написва над 1000 произведения от този вид. Едно от най-важните условия за оптималното въздействие на тази музика е нейната яснота и простотата на мелодията, с които той се справя чудесно. Понякога литургиите му са критикувани именно заради тази простотата и по-малкото значение, което отдава на оркестрацията. Най-често се изпълняват някои от неговите оратории – „Пигмалион“ (1779), „Телемах“ (1787), „Триумфът на Давид“ (1788), „Франческа да Римини“ (1804) и други. Голямото уважение и известност, които постига са отразени в някои от произведенията на Стендал и Балзак.
По-малко от месец преди смъртта си написва ораторията „Бягство в Египет“, прекрасно постижение за човек на 85-годишна възраст. Неговият реквием, който е изпълнен на собственото му погребение, изразява най-дълбоката му преданост към църква. Умира на 5 май 1837 г. в имението си в Торе дел Греко, близо до Неапол, където сега е поставена паметна плоча. Първоначално е погребан в същия град, но 20 години след смъртта му, през 1857 г. е преместен в Голямата базилика „Сан Доменико Маджоре“ в Неапол. Гробът му се намира на входа на църквата откъм едноименния площад. На него е поставен барелеф с профила на композитора, обграден от два стилизирани лебеда, образуващи музикалния инструмент лира и кръст над главата му.

## Списък на оперите[8]
- 1781 – „Монтесума“ (Montezuma) – Либретист Виторио Амедео Синя-Санти. Премиера на 13 август 1781 в „Teatro San Carlo“, Неапол.
- 1785 – „Алсинда“ (Alsinda) – Либретист Фердинандо Морети. Написана за карнавала в Милано. Премиера на 22 февруари 1785 в театър „Ла Скала“, Милано.
- 1785 – „Рицимер“ (Ricimero) – Либретист Франческо Салвини. Премиера на 5 май 1785 в „Teatro San Benedetto“, Венеция.
- 1786 – „Антигоно“ (Antigono) – Премиера на 13 април 1786 в Мантуа.
- 1786 – „Армида“ (Armida) – Премиера в „Teatro delle Dame“, Рим.
- 1787 – „Ифигения в Авлида“ (Ifigenia in Aulide) – Либретист Фердинандо Морети. Премиера на 27 януари 1787 в „Ла Скала“, Милано.
- 1789 – „Артаксеркс“ (Artaserse) – Либретист Пиетро Метастазио. Премиера на 19 март 1789 в Триест.
- 1790 – „Антигона“ (Antigone) – Либретист Jean-Francois Marmontel. Премиера на 30 април 1790 в „Théâtre de l'Opéra“, Париж.
- 1790 – „Смъртта на Цезар“ (La Morte di Cesare) – Либретист Гаетано Sertor. Премиера на 26 декември 1790 в „Ла Скала“, Милано.
- 1790 – „Фарамунд“ (Pharamond)
- 1791 – „Пир, цар на Епир“ (Pirro, rè d'Epiro) – Либрето Джовани де Gamerra. Премиера на 26 декември 1791 в „Ла Скала“, Милано.
- 1792 – „Анибал в Торино“ (Annibale in Torino) – Либретист Джакопо Дуранди. Премиера в „Teatro Regio“, Торино.
- 1792 – „Аталанта“ (Atalanta) – Премиера в „Teatro Regio“, Торино.
- 1792 – „Оракулът на самнитите“ (L' Oracolo Sannita) – Либретист Доменико дел Туфо. Премиера в „Teatro Regio“, Торино.
- 1792 – „Il Mercato di Monfregoso“ – Либрето Карло Голдони. Премиера на 22 септември 1792 в „Ла Скала“, Милано.
- 1793 – „Apelle“ – Либретист Антонио Симеоне Sografi. Премиера на 18 ноември 1793 в „Teatro la Fenice“, Венеция.
- 1793 – „La Rossana“ – Либретист П. Калви. Премиера през 1973 в Генуа.
- 1793 – „La Secchia Rapita“ – Либретист Анджело Анели. Премиера на 7 септември 1793 в „Ла Скала“, Милано.
- 1794 – „Квинт Фабий“ (Quinto Fabio) – Премиера през 1794 в Ливорно.
- 1794 – „Алзира“ (Alzira) – Премиера на 7 септември 1794 в „Teatro della Pergola“, Флоренция.
- 1794 – „Унищоженият Йерусалим“ (Gerusalemme Distrutta) – Премиера през 1794 във Флоренция.
- 1794 – „Графът на Салданя“ (Il conte di Saldagna) – Премиера на 26 декември 1794 в „Teatro la Fenice“, Венеция.
- 1795 – „Хорациите и Куриациите“ (Gli Orazi e i Curiazi) – Премиера на 4 ноември 1795 в „Teatro San Carlo“, Неапол.
- 1796 – „Андромеда“ (Andromeda) – Премиера във Венеция.
- 1796 – „Жулиета и Ромео“ (Giulietta e Romeo) – Либретист Джузепе Фопа. Премиера на 30 януари 1796 в „Ла Скала“, Милано.
- 1797 – „Смъртта на Митридат“ (La Morte di Mitridate) – Либретист Антонио Симеоне Sografi. Премиера на 27 май 1797 в „Teatro la Fenice“, Венеция.
- 1798 – „Мелеагър“ (Meleagro) – Либретист Джовани Шмит. Премиера през януари 1798 в „Ла Скала“, Милано.
- 1798 – „Carolina e Mexicow“ – Либретист Гаетано Роси. Премиера в „Teatro la Fenice“, Венеция.
- 1798 – „Инес де Кастро“ (Ines De Castro) – Либретист A. Gasperini. Премиера на 11 октомври 1798 в „Teatro Carcano“, Милано.
- 1798 – „Истинските приятели републиканците“ (I Veri Amici Repubblicani) – Либретист Джандоменико Boggio. Премиера на 26 декември 1798 в „Teatro Nazionale“, Торино.
- 1799 – „Отвличането на сабинянките“ (Il Ratto delle Sabine) – Либретист Гаетано Роси. Премиера на 26 декември 1799 в „Teatro la Fenice“, Венеция.
- 1800 – „Клитемнестра“ (Clitennestra) – Либретист Франческо Саверио Салфи. Премиера на 26 декември 1800 в „Ла Скала“, Милано.
- 1802 – „Едип в Колон“ (Edipo a Colono) – Либретист Антонио Симеоне Sografi. Премиера на 26 декември 1802 в „Teatro la Fenice“, Венеция.
- 1802 – „В нощта на приятелството“ (La notte dell'amicizia) – Либретист Джузепе Фопа. Премиера през 1802 в „Teatro la Fenice“, Венеция.
- 1803 – „Il Bevitore Fortunato“ – опера-буфа. Либретист Луиджи Романели. Премиера през ноември 1803 в „Ла Скала“, Милано.
- 1808 – „Завръщането на Ксеркс“ (Il Ritorno di Serse) – Либретист Джузепе Ферарио. Премиера на 16 юни 1808 в Модена.
- 1811 – „Балдовино“ (Baldovino) – Либретист – Джакомо Ферети. Премиера на 11 февруари 1811 в „Teatro Argentina“, Рим.
- 1811 – „Беренис, кралицата на Армения“ (Berenice, regina d'Armenia) – Премиера на 12 ноември 1811 в „Teatro Valle“, Рим.
- 1829 – „Малвина“ (Malvina) – Написана в сътрудничество с Майкъл Коста. Премиера през 1829 в „Teatro San Carlo“, Неапол.